# Yaojiawan
Yaojiawan (kinesiska: 姚家湾乡, 姚家湾) är en socken i Kina. Den ligger i provinsen Hebei, i den norra delen av landet, omkring 100 kilometer norr om huvudstaden Peking.
Genomsnittlig årsnederbörd är 633 millimeter. Den regnigaste månaden är juli, med i genomsnitt 166 mm nederbörd, och den torraste är januari, med 3 mm nederbörd.